# Fontcouverte-la-Toussuire
Fontcouverte-la-Toussuire je naselje, občina in zimskošportno središče v jugovzhodnem francoskem departmaju Savoie regije Rona-Alpe. Leta 2009 je naselje imelo 569 prebivalcev.

## Geografija
Kraj leži v pokrajini Savoji 45 km vzhodno od Grenobla.

## Uprava
Občina Fontcouverte-la-Toussuire skupaj s sosednjimi občinami Albiez-le-Jeune, Albiez-Montrond, Le Châtel, Hermillon, Jarrier, Montricher-Albanne, Montvernier, Pontamafrey-Montpascal, Saint-Jean-d’Arves, Saint-Jean-de-Maurienne, Saint-Julien-Mont-Denis, Saint-Pancrace, Saint-Sorlin-d’Arves, Villarembert in Villargondran sestavlja kanton Saint-Jean-de-Maurienne s sedežem v Saint-Jean-de-Maurienne, del okrožja Saint-Jean-de-Maurienne.

## Šport
Kraj je eno od šestih smučarskih središč, združenih v zimsko-športno središče Sybelles.